# Cnemidophorus gramivagus
Cnemidophorus gramivagus är en ödleart som beskrevs av  Mccrystal och DIXON 1987. Cnemidophorus gramivagus ingår i släktet Cnemidophorus och familjen tejuödlor. IUCN kategoriserar arten globalt som livskraftig. Inga underarter finns listade i Catalogue of Life.